# 트레버 아리자

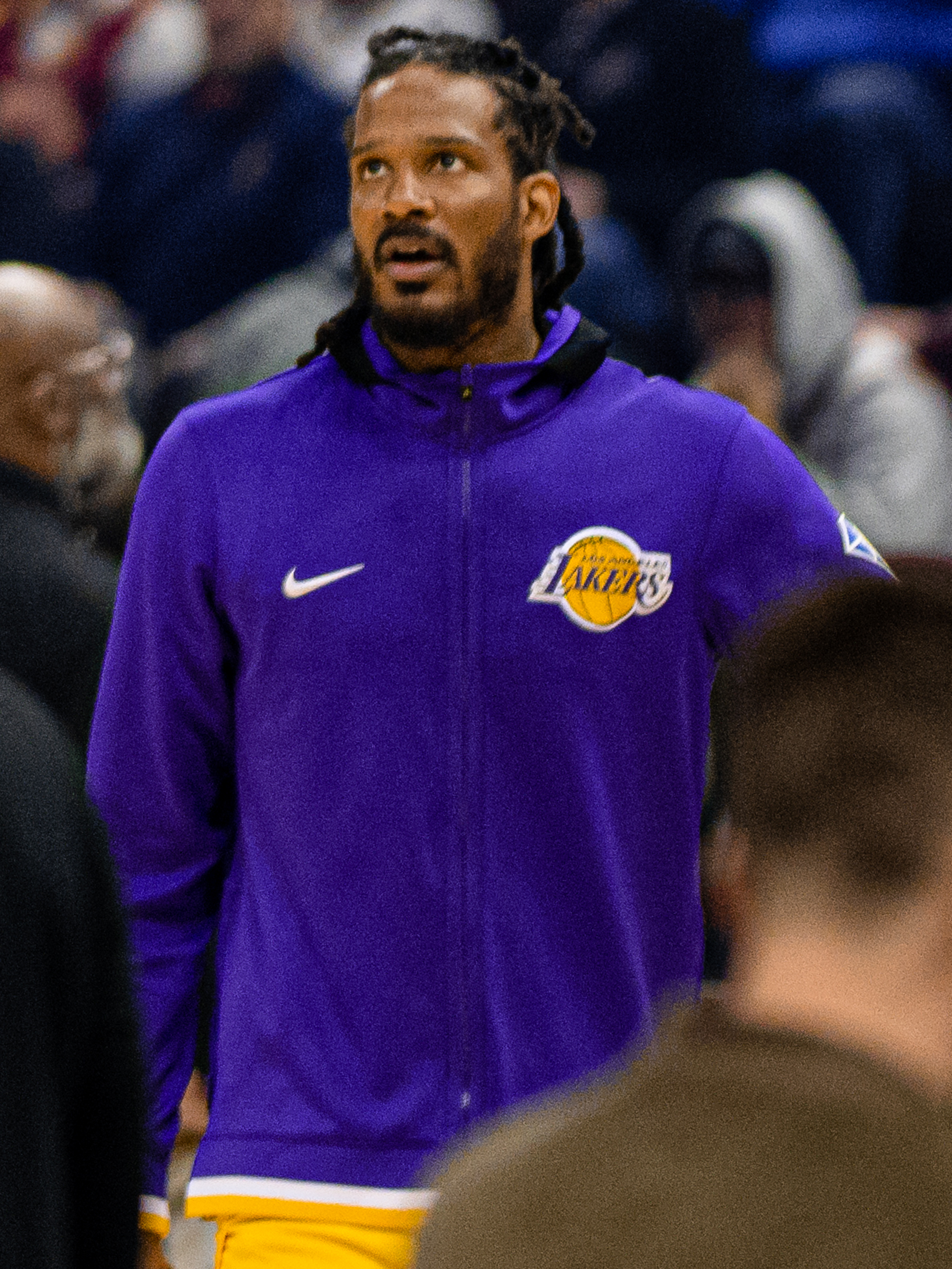
2022년 로스앤젤레스 레이커스에서의 모습

트레버 아리자(Trevor Ariza, 본명: 트레버 앤서니 아리자, Trevor Anthony Ariza, 1985년 6월 30일 ~ )는 미국 농구 협회(NBA)에서 18시즌을 보낸 미국의 전직 프로 농구 선수이다. 스몰 포워드인 아리자는 UCLA 브루인스에서 한 시즌 동안 대학 농구를 하다가 뉴욕 닉스의 2004 NBA 드래프트 2라운드에 지명되었다. 아리자는 2009년 로스앤젤레스 레이커스에서 NBA 챔피언십을 획득했다. 또한 올랜도 매직, 휴스턴 로키츠, 뉴올리언스 펠리컨스, 워싱턴 위저즈, 피닉스 선스, 새크라멘토 킹스, 포틀랜드 트레일블레이저스, 마이애미 히트에서도 뛰었다.

## 고등학교 및 대학 경력
아리자는 로스앤젤레스의 웨스트체스터 고등학교에 다녔으며 2001-02년 3학년 때 팀 동료 및 동료 미래 NBA 선수인 하산 아담스, 브랜든 히스, 바비 브라운과 합류하여 코멧츠를 캘리포니아주 챔피언십으로 이끌었다. Rivals.com에서 5성급 신입 선수로 간주한 아리자는 2003년 미국 내 파워 포워드 5위이자 18위 선수로 선정되었다.
2003-04년 UCLA 신입생인 아리자는 25경기(23선발)에 출전해 평균 11.6득점, 6.5리바운드, 팀 최고 1.7도루를 기록했다. 이후 그는 올-팩(All-Pac) 10 신입생 팀 영예를 얻었다. 그는 UCLA 신입생 캠페인 이후 NBA 드래프트에 참가를 선언했다.